# 登曼冰川
登曼冰川是南極洲的冰川，全長約110公里，寬11至16公里，最終在大衛島以東注入沙克爾頓冰架，該冰川在1912年11月由探險隊發現，以澳大利亞總督命名。
66°45′S 99°30′E / 66.750°S 99.500°E